# Кхас

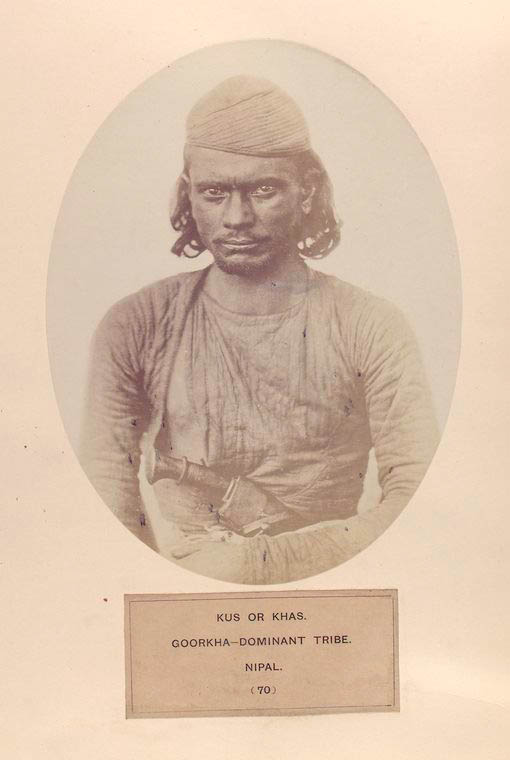
File:Kus or Khas, Goorkha, dominant tribe, Nepal

Кхас — народ, що традиційно мешкав на південних схилах Гімалаїв від Кашміру до Бутану, також включаючи Хімачал-Прадеш, Уттаракханд, Північний Бенгал і Сіккім. Народ був носієм індоарійської мови. Кхас переселилися до Гімалаїв приблизно у 2 тисячолітті до н. е.